# Ellen Sofie Olsvik
Ellen Sofie Olsvik, född den 7 juli 1962, är en norsk orienterare som blev världsmästarinna i stafett 1987 och nordisk mästarinna i stafett 1984. Hon tog även silver i stafett vid VM 1985.